# Diada castellera de la Festa Major del Clot – Camp de l'Arpa
La diada castellera de la Festa Major del Clot – Camp de l'Arpa és una diada castellera que se celebra cada any pels volts de l'11 de novembre, festivitat de Sant Martí, patró de l'antic municipi de Sant Martí de Provençals, al qual pertanyia el barri del Clot. La diada l'organitzen els Castellers de Barcelona per la seva vinculació amb el barri. Actualment se celebra a la Plaça Valentí Almirall davant de l'antic ajuntament de Sant Martí de Provençals i actual seu del districte de Sant Martí, però en el passat també s'ha realitzat a altres espais com el Parc del Clot.

## Història

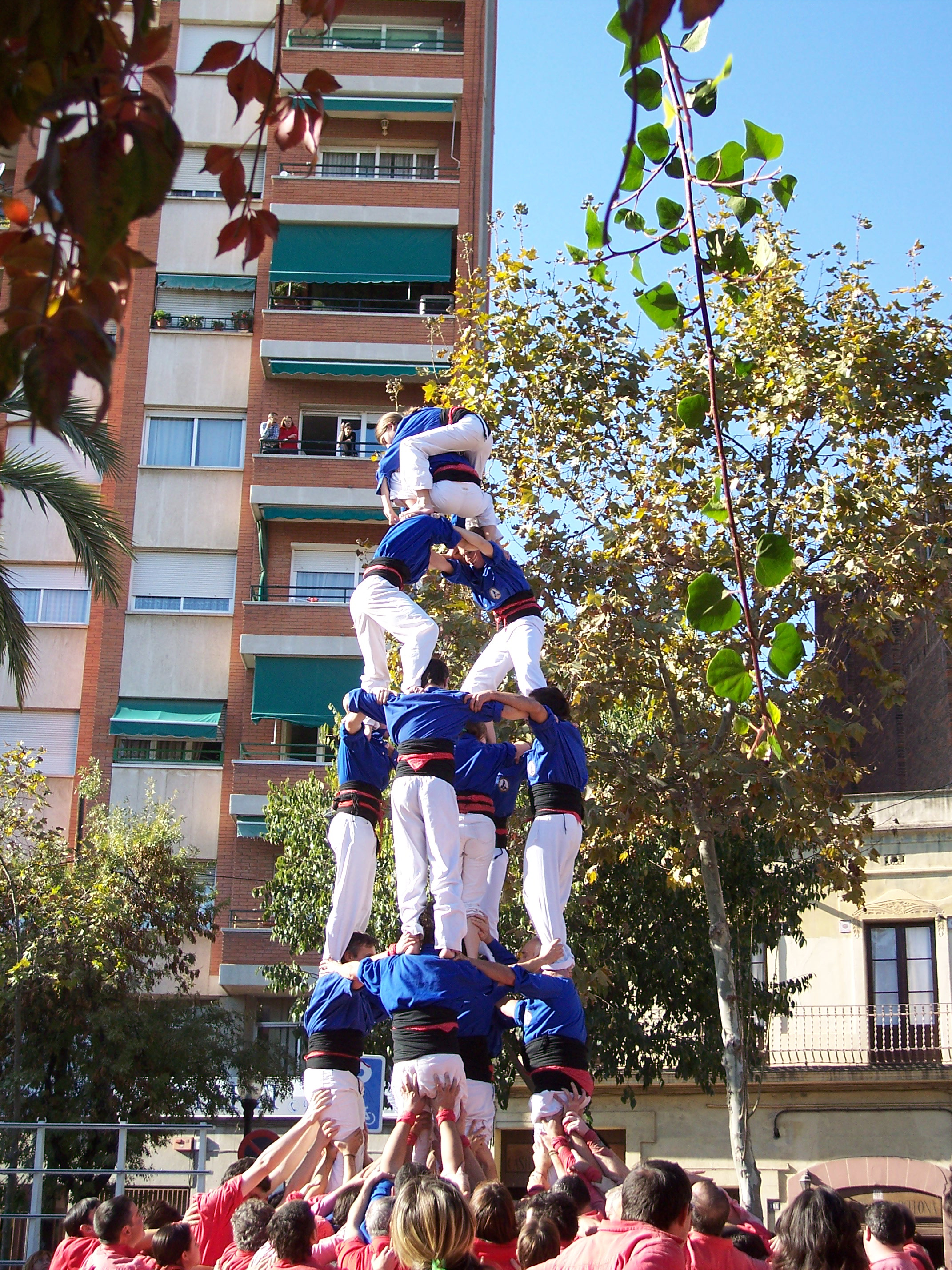
4d6a dels Castellers d'Esplugues al Parc del Clot davant de l'antic local dels Castellers de Barcelona l'any 2004.

Tot i la vinculació dels Castellers de Barcelona amb el barri des de la seva fundació, la diada castellera de la Festa Major del Clot no comença a celebrar-se fins a l'any 1976. Tot i així, durant els anys 70 i 80 la diada se celebra intermitentment i no és fins a l'any 1991 que es fa la primera diada amb més d'una colla.
L'any 2012 s'hi va veure el primer castell de nou, un 3 de 9 amb folre carregat pels Castellers de Barcelona i des d'aquest any la colla amfitriona sempre s'hi ha presentat amb el millor repertori que tenien. Fins i tot s'hi ha fet gamma extra amb el 9 de 8 descarregat l'any 2014 i també a destacar els intents de 4 de 9 sense folre i de 5 de 9 amb folre els anys 2014 i 2017 respectivament. Aquest nivell de la diada també ha fet que les colles convidades portin grans castells com el 3 de 9 amb folre i 4 de 9 amb folre dels Castellers de Sabadell i dels Castellers de la Vila de Gràcia. En el cas dels Castellers de Sabadell, l'any 2015 hi van portar el primer 4 de 9 amb folre de la seva història.

## Castells de 9 i superiors intentats
| Colla                           | 4d9f | 4d9f | 4d9f | 4d9f | 3d9f | 3d9f | 3d9f | 3d9f | 9d8 | 9d8 | 9d8 | 9d8 | 5d9f | 5d9f | 5d9f | 5d9f | 4d9 | 4d9 | 4d9 | 4d9 |
| Colla                           | D    | C    | I    | ID   | D    | C    | I    | ID   | D   | C   | I   | ID  | D    | C    | I    | ID   | D   | C   | I   | ID  |
| ------------------------------- | ---- | ---- | ---- | ---- | ---- | ---- | ---- | ---- | --- | --- | --- | --- | ---- | ---- | ---- | ---- | --- | --- | --- | --- |
| Castellers de Barcelona         | 5    |      |      | 1    | 3    | 1    |      | 3    | 2   |     |     |     |      |      | 1    |      |     |     | 1   |     |
| Castellers de Sabadell          | 1    |      | 1    |      | 3    |      |      |      |     |     |     |     |      |      |      |      |     |     |     |     |
| Castellers de la Vila de Gràcia | 1    |      |      |      | 1    |      |      |      |     |     |     |     |      |      |      |      |     |     |     |     |

## Resultats
A continuació trobem una taula amb el resum de totes les colles i castells realitzats per anys. Tota la informació està extreta de la Base de Dades de la Coordinadora de Colles Castelleres de Catalunya – Colla Jove Xiquets de Tarragona.
| Data       | Colla                              | Resultats                              |
| ---------- | ---------------------------------- | -------------------------------------- |
| 07/11/1976 | Castellers de Barcelona            | Nd                                     |
| 06/11/1977 | Castellers de Barcelona            | 4d6an, 3d6n, 2d5, 4d5, Pd4             |
| 05/11/1978 | Castellers de Barcelona            | 3d6, 2d6, 4d7, Pd5                     |
| 04/11/1979 | Castellers de Barcelona            | 3d7c, 2d6, 3d6n, 4d6n, Pd5c            |
| 13/11/1983 | Castellers de Barcelona            | 3d7, 2d6c, 4d6n                        |
| 10/11/1985 | Castellers de Barcelona            | 4d7, 3d7, 5d7, Pd5                     |
| 07/11/1987 | Castellers de Barcelona            | 2d6, 4d7, 4d7a, Pd5                    |
| 06/11/1988 | Castellers de Barcelona            | 4d7, 2d6, Pd5                          |
| 12/11/1989 | Castellers de Barcelona            | 3d7, 4d7, 4d6a, 5d6n, Pd5              |
| 11/11/1990 | Castellers de Barcelona            | 4d6n, 3d6n, 3d7, Pd5                   |
| 10/11/1991 | Castellers de Barcelona            | 3d7, 4d7a, 5d7                         |
| 10/11/1991 | Xics de Granollers                 | i3d6, id3d6, id3d6, 2d5, 5d5n, Pd4     |
| 10/11/1991 | Xiquets del Serrallo               | i4d6, 4d6, 3d6, i2d6, 2d6              |
| 08/11/1992 | Castellers de Barcelona            | 4d7a, 5d7, 4d8, Pd5                    |
| 08/11/1992 | Castellers de Montcada i Reixac    | id3d7, id2d6, Pd5c                     |
| 14/11/1993 | Castellers de Barcelona            | 4d8, 5d7, i3d8, Pd5                    |
| 14/11/1993 | Castellers de Cornellà             | 4d7, 3d7, 4d7a, Pd5                    |
| 14/11/1993 | Castellers de Terrassa             | 4d8, 3d8, 2d7, Pd5                     |
| 14/11/1993 | Xicots de Vilafranca               | 3d5n, 4d5n, 2d5n                       |
| 14/11/1993 | Xiquets de la Vila d'Alcover       | 4d7, 3d7, 4d6a, 4d7, Pd5               |
| 05/11/1994 | Castellers de Barcelona            | 4d6n, 3d6n, 4d6an                      |
| 12/11/1995 | Castellers de Barcelona            | 4d8, 5d7, 2d7                          |
| 12/11/1995 | Castellers d'Esplugues             | id3d7, 2d6, id4d7, 4d7c                |
| 12/11/1995 | Castellers de Sant Pere i Sant Pau | 5d7, 4d7a, 3d7, Vd5                    |
| 12/11/1995 | Castellers de Sants                | 4d7a, 2d7c, 5d7 Pd5                    |
| 12/11/1995 | Colla Jove de Castellers de Sitges | 5d7, 4d7a, 3d7, Pd5                    |
| 12/11/1995 | Nois de la Torre                   | i3d7, 2d6, i3d7, Pd5                   |
| 09/11/1996 | Castellers de Barcelona            | 2d7, 5d7, 3d7s, Pd5                    |
| 09/11/1996 | Xiquets de Tarragona               | id2d7, 3d7, 4d7, 2d7, Vd5              |
| 09/11/1997 | Castellers de Barcelona            | 4d8, 4d7a, iPd6 iPd6, Pd5              |
| 09/11/1997 | Bordegassos de Vilanova            | 5d7, id4d8, id4d8, 2d7, Pd5            |
| 09/11/1997 | Castellers de Gavà                 | 3d6, 4d6, 2d6                          |
| 09/11/1997 | Xiquets de la Vila d'Alcover       | 5d7, 4d7ac, 3d7                        |
| 15/11/1998 | Castellers de Barcelona            | 9d7, 4d8, 2d7, Pd5                     |
| 15/11/1998 | Castellers de Cornellà             | 3d7, id4d7, 2d6, 4d7                   |
| 15/11/1998 | Tirallongues de Manresa            | 4d7, i2d7, 3d7, Pd5                    |
| 14/11/1999 | Castellers de Barcelona            | 5d7, 3d7, 4d7, Pd5                     |
| 14/11/1999 | Xiquets de Reus                    | id4d7, 4d7, 3d7, 2d6, Pd5              |
| 12/11/2000 | Castellers de Barcelona            | 2d7, 5d7, 4d7, Pd6c                    |
| 12/11/2000 | Castellers de Gavà                 | id3d7, 4d7, 3d7                        |
| 11/11/2001 | Castellers de Barcelona            | 5d7, id4d8, Pd5                        |
| 11/11/2001 | Sagals d'Osona                     | 4d7n, 3d7s, id4d8, Pd5                 |
| 10/11/2002 | Castellers de Barcelona            | 4d8, 3d8, 2d7, Pd5                     |
| 10/11/2002 | Colla Castellera de Figueres       | 3d7, 4d7, 2d6, Pd5                     |
| 09/11/2003 | Castellers de Barcelona            | 3d8, 4d8, 2d7, Pd5                     |
| 09/11/2003 | Nens del Vendrell                  | id4d8, 2d7, 3d7, Pd5c                  |
| 14/11/2004 | Castellers de Barcelona            | 3d8, 5d7, 4d7                          |
| 14/11/2004 | Castellers d'Esplugues             | 2d6, 3d6, 4d6a                         |
| 13/11/2005 | Castellers de Barcelona            | 5d7, 4d8, 4d7a                         |
| 13/11/2005 | Castellers d'Esplugues             | 3d6, 4d6, 2d6                          |
| 13/11/2005 | Castellers d'Esplugues             | 5d7, 2d7, 3d7s, 2Pd5                   |
| 12/11/2006 | Castellers de Barcelona            | 4d8, 3d8, 5d7, Pd5                     |
| 12/11/2006 | Xicots de Vilafranca               | 3d7, 4d7, 2d6                          |
| 12/11/2006 | Castellers del Riberal             | 2d6, 4d6n, 3d6, Pd5                    |
| 09/11/2008 | Castellers de Barcelona            | 2d8f, 4d8c, 3d8, Pd6c                  |
| 09/11/2008 | Castellers d'Esplugues             | 3d7, i5d7, 2d6, 4d7                    |
| 09/11/2008 | Castellers de la Vila de Gràcia    | 4d7, 4d7a, 5d7, Pd5                    |
| 15/11/2009 | Castellers de Barcelona            | 4d8a, 3d8, 4d8, Pd7fc                  |
| 15/11/2009 | Castellers d'Esplugues             | id2d7, 2d7c, 3d7, 3d7a, Pd5            |
| 15/11/2009 | Castellers del Poble Sec           | 2d6, 3d7, 5d6, Pd5s                    |
| 15/11/2009 | Moixiganguers d'Igualada           | 5d7, 3d7s, 3d7a, Vd5                   |
| 14/11/2010 | Castellers de Barcelona            | 4d8, 3d8, id2d8f, 2d8f, Pd5            |
| 14/11/2010 | Castellers d'Esplugues             | 3d7, 4d7a, 4d7, Pd5s                   |
| 14/11/2010 | Al·lots de Llevant                 | 3d7, 2d7, 4d7, Vd5                     |
| 06/11/2011 | Castellers de Barcelona            | 4d8, 7d7, 4d7a, 2Pd5                   |
| 06/11/2011 | Castellers d'Esplugues             | 5d7, 2d7c, 4d7, Pd5                    |
| 06/11/2011 | Xics de Granollers                 | 3d7s, 5d7, 4d7a, Pd5                   |
| 11/11/2012 | Castellers de Barcelona            | 5d8, 3d9fc, 7d8, Pd5                   |
| 11/11/2012 | Castellers de Cornellà             | i3d7a, 3d7, 4d7, i3d6a, Pd5            |
| 11/11/2012 | Castellers de Lleida               | 4d8, 3d8, 2d7, Pd5                     |
| 10/11/2013 | Castellers de Barcelona            | 5d8, 3d9f, 4d9f, idPd7f, Pd5           |
| 10/11/2013 | Castellers de Sabadell             | 5d8, 7d8, 3d8, 3Pd5                    |
| 10/11/2013 | Castellers de Terrassa             | 4d7a, 5d7, id4d8, 3d7, Pd5             |
| 16/11/2014 | Castellers de Barcelona            | 9d8, 4d9f, i4d9, 3d9f, 2Pd5            |
| 16/11/2014 | Castellers de Sabadell             | 2d8f, 3d9f, 5d8, 2Pd5                  |
| 16/11/2014 | Castellers de Terrassa             | 7d7, 5d7, 3d7s, Vd5                    |
| 08/11/2015 | Castellers de Barcelona            | 9d8, 3d9f, 4d9f, Pd6                   |
| 08/11/2015 | Castellers de Sabadell             | 3d9f, 4d9f, 7d8, Vd5                   |
| 08/11/2015 | Castellers de la Vila de Gràcia    | 3d9f, 4d9f, 7d8, Pd6                   |
| 13/11/2016 | Castellers de Barcelona            | id3d9f, 4d9f, 4d8a, Pd7fc              |
| 13/11/2016 | Castellers de Sabadell             | 3d9f, 2d8f, 4d8, 3Pd5                  |
| 13/11/2016 | Castellers de la Vila de Gràcia    | 5d8, 2d8f, 4d8, Vd5                    |
| 12/11/2017 | Castellers de Barcelona            | i5d9f, 4d9f, 3d8                       |
| 12/11/2017 | Bordegassos de Vilanova            | 4d7a, id5d7, 5d7                       |
| 12/11/2017 | Castellers de Sabadell             | i4d9f, 5d7, 7d7, Pd5                   |
| 11/11/2018 | Castellers de Barcelona            | id5d8, 5d8, 2d8f, 3d8, Pd5             |
| 11/11/2018 | Al·lots de Llevant                 | 3d7, 3d6a, 4d6                         |
| 11/11/2018 | Castellers de Sabadell             | 7d8, 3d8, 4d8, idPd5, Pd5c, Pd5        |
| 10/11/2019 | Castellers de Barcelona            | 4d8, id2d8f, 2d8f, 3d8, Pd6c           |
| 10/11/2019 | Castellers de Lleida               | 4d7a, 2d7, 4d7, Vd5                    |
| 10/11/2019 | Castellers de Sabadell             | 3d8, 7d8, 4d8, Vd5                     |
| 14/11/2021 | Castellers de Barcelona            | 5d7, 4d7a                              |
| 14/11/2021 | Castellers de Sabadell             | i4d8, 3d7                              |
| 13/11/2022 | Castellers de Barcelona            | 2d8f, id3d9f, id3d9f, id4d9f, 3d8, 4d8 |
| 13/11/2022 | Castellers de Sabadell             | 4d8, 2d7, 5d7, 2Pd5                    |
| 12/11/2023 | Castellers de Barcelona            | 4d9f, 2d8fc, 3d8, Pd5                  |
| 12/11/2023 | Castellers de Castelldefels        | 3d7a, 5d7, 4d7, Pd5                    |
| 12/11/2023 | Castellers de Sabadell             | 4d8, i3d8, 7d7, 5d7, Vd5               |
| 17/11/2024 | Castellers de Barcelona            | 5d8, id 4d9f, 4d9f, 3d8+4d8            |
| 17/11/2024 | Castellers de Sabadell             | 3d8, id 7d8, 7d8, 4d8, 2Pd5            |
| 17/11/2024 | Castellers de la Vila de Gràcia    | 4d8, 9d7, 7d7, Vd5                     |
| 17/11/2024 | Castellers d'Esplugues             | 5d7, 3d7ps, id 4d7a, 4d7a, Pd5ps       |